# Georgia Institute of Technology
Georgia Institute of Technology (bedre kendt Georgia Tech, og GT) er et offentlig amerikansk universitet i Atlanta i Georgia. Georgia Tech blev grundlagt i 1885 som Georgia School of Technology som led i en større plan om at opbygge en industriel økonomi i det sydlige USA i tiden efter den amerikanske borgerkrig. I første omgang blev der kun tilbudt en universitetsgrad i faget maskiningeniørvidenskab. I 1901 havde pensummet udvidet sig til også at omfatte ingeniørgrader indenfor retningerne civil-, kemi- og elektroingeniør. Siden da er der kommet uddannelser i bl.a. økonomi og arkitektur. I 1948 skiftede skolen navn for at afspejle dets udvikling fra en erhvervsskole til en større og mere kompetent teknisk institut og forskningsuniversitet.
I dag er Georgia Institute of Technology organiseret i seks colleges med en betydelig vægt på videnskab og teknologi, og Georgia Tech er almindeligt anerkendt for sine uddannelser inden for teknik, it, ledelse, og videnskab. GT er konsekvent placeret som en af de 10 bedste offentlige universiteter i USA, og er et de prestigefyldte Public Ivy-universiteter. Universitetet er endvidere medlem af den prestigefyldte universitetssammenslutning Association of American Universities.
Georgia Techs hovedcampus udgør en stor del af Downtown Atlanta, omkranset af 10th Street mod nord og af North Avenue mod syd, hvilket placerer den centralt i synet af Atlantas skyline.
Atletik er en vigtig del af både nuværende og tidligere studerendes liv,[kilde mangler] og Georgia Techs sportshold (kendt som Yellow Jackets) konkurrerer i den bedste amerikanske College League. Georgia Techs amerikanske fodboldhold har vundet det nationale mesterskab fire gange, og GT's herregolf-hold er et af de bedste hold i hele USA, og blev i 2005 valgt som det bedste college golf-program i landet af Golf Magazine. I alt dyrker de studerende 15 sportsgrene på højeste college niveau.

## Colleges
I dag er Georgia Techs bachelor-og kandidatuddannelser inddelt i seks forskellige colleges, hvori College of Engineering er klart det største, med ca. 8.500 studerende:
| - College of Architecture - College of Management - Ivan Allen College of Liberal Arts |  | - College of Computing - College of Engineering - College of Sciences |

## Traditioner
Georgia Tech har en række traditioner. Nogle er velkendte; for eksempel er den mest bemærkelsesværdige af disse den populære, men sjældne tradition at stjæle T’et fra Tech Tower. Tech Tower er Georgia Techs historiske administrationsbygning, og har bogstaverne TECH hængende på hver af dens fire sider. Selvom der er i nyere tid er kommet flere avancererede sikkerhedsforanstaltninger, er det alligevel lykkes studerende gentagne gange at stjæle T’et. Denne tradition har bredt sig til hele GT campus, hvor T’et mangler på de fleste skilte og plakater.
Et af de ældste traditioner fra Techs tidlige år er The Whistle, en damp-fløjte som lyder fem minutter før hel, hver time fra 7:55 til 17:55. En af skolens aviser hedder også The Whistle på grund af fløjtens kulturelle betydning til skolen.
Georgia Tech har en lang og vedvarende rivalisering med University of Georgia (UGA), der er kendt som Clean, Old-Fashioned Hate. Den første kendte fjendtlighed mellem de to institutioner spores tilbage til 1891. The University of Georgia litterære tidsskrift proklamerede UGA’s farver som "guld, sort og Crimson (en slags mørk rød)". Dr. Charles H. Herty, den første UGA fodboldtræner, følte, at farven guld, lignede Georgia Techs gul for meget, og at GT’s gule farve symboliserede fejhed. Tech brugte først guld til deres uniform, som et slag i ansigtet til UGA, i deres første uofficielle fodboldkamp mod Auburn i 1891. Georgia Tech’s farver var herefter guld og hvid. Efter fodboldkampen mod Tech i 1893, fjernede Herty guld som en af UGA’s officielle farver. Rivaliseringen lever i bedste velgående den dag i dag, og i ugen op til Georgia kampen, høres det legendariske ord: THWG, som står for To Hell With Georgia. En af skolens aviser skifter navn til To Hell With Georgia, og overalt på campus er der tradition for, at man spørger om hvordan det går med Georgia ( På engelsk: How ’bout them dawgs? ) hvortil man svarer Piss on ’em.

## Tidligere studerende
Mange kendte personer har engang kaldt Georgia Tech for hjem, den mest kendte er Jimmy Carter, den tidligere amerikanske præsident og vinder af Nobels fredspris.